# Щоденник Гуантанамо
Щоденник Гуантанамо — це мемуари, написані Мохаммедом Ульд Слахі, якого Сполучені Штати Америки утримували без пред'явлення звинувачень протягом чотирнадцяти років. Слахі один з ув'язнених в'язниці Гуантанамо, яких американські офіційні особи визнали тортурованими.

## Передісторія
Ульд Слахі був схоплений в Мавританії, де він народився, американськими спецслужбами незабаром після терактів 11 вересня. Він стверджує, що перед відправкою у в'язницю Гуантанамо його допитували в Йорданії і Афганістані. Слахі перебував у в'язниці Гуантанамо із серпня 2002 року, але йому не було пред'явлено звинувачення. За словами адвоката Ненсі Холландер, міністр оборони США Дональд Рамсфельд наказав застосувати у відношенні Мохаммеда «спеціальні методи допиту».

## Створення
Автор вивчив англійську мову і написав всі 466 сторінок свого щоденника від руки. Адвокати передали рукопис журналісту Ларрі Сімсу, який редагував книгу. Кожна сторінка мала була бути представлена військовим цензорам. Протягом декількох років книга перебувала під забороною до публікації з боку американських офіційних осіб. Мемуари були опубліковані в 2015 році, коли Слахі все ще утримували під вартою без пред'явлення звинувачень.
Багато рецензентів були здивовані тим, наскільки бракує гіркоти у Слахі, попри те, що він зазнав жорстоких тортур.
У 2017 році книга була перевидана з відновленими правками.

## Зміст
У вступі підкреслюється, що це не авторизована версія. Щоденник Мохаммеда Ульд Слахі є найдетальнішим свідченням від в'язня Гуантанамо.

## Екранізація
Мемуари стали основою для фільму. Проект був анонсований в листопаді 2019 року. Зйомки почалися 2 грудня того ж року в Південній Африці. Спочатку картина мала була називатися «В'язень 760», але в листопаді 2020 року отримала остаточну назву «Мавританець».